# Administrateur indépendant
L’administrateur indépendant, dont se dote une entreprise, est une personne sans lien d'intérêt direct ou indirect avec les sociétés de son groupe, pouvant ainsi être réputée participer en toute objectivité aux travaux du conseil d'administration.
Le caractère indépendant de l’administrateur reste à l’appréciation de chacun, et diffère aussi selon les pays. il existe néanmoins un consensus apparent quant à la corrélation entre le recrutement, par une entreprise, d’un administrateur indépendant, et les possibilités d'amélioration de sa gouvernance.

## Historique
Le concept naît en 1940 aux États-Unis, quand la Security Echange Commission (SEC) formule ses premières recommandations en faveur du recrutement d'administrateurs indépendants.
Puis en 1978, la réglementation américaine impose aux sociétés cotées sur le NYSE de désigner des administrateurs indépendants et de créer des comités spécialisés au sein du conseil d’administration. Composé exclusivement d’administrateurs indépendants, le comité d'audit (Audit committee) est chargé de vérifier le système de contrôle interne et de gestion des risques ainsi que l’information financière.

## France
Le concept d’administrateur indépendant émerge en France en 1995 quand il est mentionné dans le premier rapport Viénot en matière de gouvernement d’entreprise, comme personne n'ayant « aucun lien d’intérêt direct ou indirect avec la société ou les sociétés de son groupe et qui peut ainsi être réputé(e) participer en toute objectivité aux travaux du conseil ».
En 1999, le second rapport Viénot étend l’indépendance de l’administrateur en les termes suivants au caractère non exécutif de sa fonction : « un administrateur est indépendant de la direction de la société lorsqu’il n’entretient aucune relation de quelque nature que ce soit avec la société ou son groupe qui puisse compromettre l’exercice de sa liberté de jugement »
Aussi, le rapport « Pour un meilleur gouvernement des entreprises cotées » du groupe de travail présidé en 2002 par Daniel Bouton, alors président de la Société Générale, dit rapport Bouton, précise que l’administrateur est réputé indépendant « lorsqu’il n’entretient aucune relation de quelque nature que ce soit avec la société, son groupe ou sa direction, qui puisse compromettre l’exercice de sa liberté de jugement ».
En complément, l’Institut Français des Administrateurs (IFA) liste des critères pour caractériser l’indépendance de l'administrateur. De plus, le Code de gouvernement des sociétés cotées Afep-Medef développe très en détails les enjeux de la fonction d’administrateur indépendant. Il énonce notamment des critères d’indépendance d’un membre du conseil visant à « prévenir les risques de conflit d’intérêts entre l’administrateur et la direction, la société ou son groupe ». Lesdits critères d'indépendance ainsi formulés sont :
- ne pas être ou ne pas avoir été au cours des cinq années précédentes salarié ou dirigeant mandataire social exécutif de la société ou d’une société liée ;
- ne pas être client, fournisseur, banquier d’affaires, banquier de financement, conseil de manière significative ;
- ne pas être administrateur de la société depuis plus de douze ans[5].

En outre, tout candidat à un mandat d'administrateur indépendant doit se prévaloir d'une solide expérience en direction d'entreprise. La charte de l’association Administrateurs Professionnels Indépendants et Associés (APIA), qui encadre le recrutement d’administrateurs indépendants au sein des PME et ETI, précise qu’être administrateur Indépendant exige notamment « une longue et probante expérience dans la direction et le développement d’entreprises, dans la gestion ou la représentation des intérêts d’actionnaires ou d’associés, dans la pratique des conseils d’administration ou de surveillance ou les comités stratégiques », exige aussi « un réel attachement à sa liberté de jugement et d’engagement indépendamment de l’origine de sa nomination, des relations personnelles existantes ou se créant dans l’environnement de l’entreprise », c’est « accepter et respecter la confidentialité des informations et des débats au sein de l’entreprise ou de son Conseil ou de son comité stratégique », « accepter la précarité, l’absence de toute rente de situation ».